# 시흥 진덕사 석조약사불좌상
시흥 진덕사 석조약사불좌상은 대한민국 경기도 시흥시 능곡동 진덕사에 있는 불상이다. 2006년 12월 5일 시흥시의 향토유적 제19호로 지정되었다.

## 개요
진덕사에 소재하는 조선 말기 민불로 중생의 병과 재앙을 구제하는 약사불이다.